# Efecto spoiler (política)
En la teoría de la elección social y la política, un efecto spoiler ocurre cuando un candidato perdedor afecta los resultados de una elección simplemente por participar.Las reglas de votación que no se ven afectadas por los spoilers se consideran a prueba de spoilers (spoilerproof)y satisfacen la independencia de alternativas irrelevantes.
La frecuencia y la gravedad de los efectos spoiler dependen sustancialmente del método de votación. El sistema de segunda vuelta instantánea o votación por orden de preferencia (RCV), el sistema de dos vueltas (TRS) y, especialmente, el sistema de mayoría simple o uninominal (FPP) sin procesos de selección o elecciones primarias, son sensibles a los spoilers.Los métodos basados en la regla de la mayoría (o de Condorcet) rara vez se ven afectados por los spoilers, los cuales se limitan a situaciones poco comunes denominadas empates cíclicos.Los sistemas de votación por puntuación no están sujetos al teorema de Arrow, lo que les permite ser inmunes a los spoilers siempre que las puntuaciones de los votantes sean consistentes entre elecciones.
Los efectos spoiler también pueden ocurrir en algunos métodos de representación proporcional, como el voto único transferible (STV o RCV-PR) y el método de restos mayores en la representación por listas de partido, donde se conoce como la paradoja de los nuevos estados. La entrada de un nuevo partido en una elección provoca que algunos escaños pasen de un partido a otro sin relación, incluso si el nuevo partido no obtiene ningún escaño.Este tipo de efecto spoiler se evita mediante los métodos de promedio mayores y la aprobación proporcional.

## Motivación
En la teoría de la decisión, la independencia de alternativas irrelevantes es un principio fundamental de la elección racional que sostiene que una decisión entre dos opciones, A o B, no debería depender de la calidad de una tercera opción no relacionada, C. Un famoso chiste de Sidney Morgenbesser ilustra este principio.
Un hombre está decidiendo si pedir un pastel de manzana, de arándanos o de cereza, y finalmente se decide por el de manzana. La camarera le informa que el pastel de cereza es muy bueno y es el favorito de la mayoría de los clientes. El hombre responde: "En ese caso, tomaré el de arándanos."
Los políticos y los teóricos de la elección social han argumentado durante mucho tiempo acerca de la injusticia de los efectos spoiler. El matemático y economista político Nicolas de Condorcet fue el primero en estudiar el efecto spoiler, en la década de 1780.

### Manipulación política
Los sistemas de votación que violan la independencia de alternativas irrelevantes son susceptibles de ser manipulados mediante nominaciones estratégicas. Tales sistemas pueden generar un incentivo para la entrada, aumentando las probabilidades de victoria de un candidato si se suman otros candidatos similares a la contienda, o un incentivo para la salida, disminuyendo sus posibilidades de ganar.
Algunos sistemas son especialmente conocidos por la facilidad con la que pueden ser manipulados, como el conteo Borda, que presenta un incentivo de entrada particularmente fuerte, permitiendo que cualquier partido “se clone hasta la victoria” al presentar un gran número de candidatos. Esto llevó célebremente a de Borda a admitir que “mi sistema está pensado solo para hombres honestos”y, finalmente, provocó su abandono por parte de la Academia de Ciencias de Francia.
Otros sistemas presentan un incentivo para la retirada. El efecto de división del voto en la votación por mayoría simple demuestra este fuerte incentivo a la retirada: si varios candidatos con posturas similares compiten en una elección, los votos de sus simpatizantes se dispersarán, lo que puede provocar que un candidato opositor unificado gane a pesar de tener menos apoyo. Este efecto anima a los grupos de candidatos afines a organizarse para evitar estorbarse entre sí.

## Por sistema electoral
| Sistema electoral           | Efecto spoiler |
| --------------------------- | -------------- |
| Votación por mayoría simple | Alta           |
| Segundas vueltas o RCV      | Media          |
| Método de Condorcet         | Baja           |
| Puntuación o medianos       | Ninguna        |

Los distintos sistemas electorales presentan diferentes niveles de vulnerabilidad frente a los efectos spoiler. En general, los spoilers son frecuentes en la votación por mayoría simple, algo comunes en los métodos de mayoría con segunda vuelta, poco frecuentes en los métodos mayoritarios y prácticamente imposibles en la mayoría de los sistemas de votación por puntuación.
En los casos donde hay muchos candidatos similares, los efectos spoiler ocurren con mayor frecuencia en la pluralidad de primeras preferencias (FPP). Por ejemplo, en Estados Unidos, la división del voto es común en las elecciones primarias, donde varios candidatos similares compiten entre sí. El propósito de una elección primaria es evitar la división del voto entre los candidatos de un mismo partido en la elección general, presentando solo a un candidato. En un sistema bipartidista, las primarias convierten de hecho al FPP en un sistema de dos vueltas.
La división del voto es la causa más común de los efectos spoiler en el FPP. En estos sistemas, la presencia de muchos candidatos con ideas similares provoca que los votos se repartan entre ellos, lo que coloca a estos candidatos en desventaja.Esto se hace más evidente en elecciones donde un candidato menor le resta votos a un candidato principal con posturas políticas parecidas, lo que permite que un fuerte oponente de ambos resulte ganador.

### Sistemas de segunda vuelta
Los métodos de mayoría con segunda vuelta y la votación por orden de preferencia (RCV), siguen experimentando división del voto en cada ronda. Esto genera un tipo de efecto spoiler conocido como “estrangulamiento del centro”. En comparación con la votación por mayoría simple sin primarias, la eliminación de los candidatos débiles en las primeras rondas reduce su impacto en los resultados finales; sin embargo, las elecciones afectadas por spoilers siguen siendo frecuentes en comparación con otros sistemas.Como resultado, la votación por segunda vuelta instantánea tiende igualmente al bipartidismo, según lo establece la ley de Duverger.Un ejemplo destacado de esto se vio en la elección de 2024 en Alaska, donde las élites del Partido Republicano presionaron a la candidata Nancy Dahlstrom para que se retirara y así evitar una repetición de la elección fallida de 2022.

### Método de Condorcet
Los efectos spoiler rara vez ocurren al usar métodos basados en Condorcet, donde los candidatos se comparan en enfrentamientos uno a uno para determinar la preferencia relativa. Para cada par de candidatos, se cuenta cuántos votantes prefieren al primero frente al segundo. La tabla resultante de conteos por pares elimina la redistribución progresiva de votos, que suele ser la causa de los efectos spoiler en otros métodos.Esta comparación por pares implica que los spoilers solo pueden darse cuando existe un ciclo de Condorcet, es decir, cuando no hay un candidato único preferido frente a todos los demás.
Los modelos teóricos sugieren que entre el 90 % y el 99 % de las elecciones en el mundo real tienen un ganador de Condorcet,y el primer ciclo de Condorcet en una elección con voto ordenado en Estados Unidos se registró en 2021.Algunos sistemas, como el método Schulze y los pares ordenados, ofrecen garantías de mayor resistencia a los efectos spoiler, limitando cuáles candidatos pueden afectar una elección cuando no existe un ganador de Condorcet.

### Votación por puntuación
Los métodos de votación por puntuación piden a los votantes que asignen a cada candidato una calificación dentro de una escala (por ejemplo, del 0 al 10), en lugar de ordenarlos de primero a último. La votación por mediana más alta y la votación por puntuación total (media más alta) son los dos ejemplos más destacados de reglas de votación por puntuación. Siempre que los votantes califiquen a los candidatos de forma independiente, la puntuación otorgada a un candidato no afecta las puntuaciones de los demás. Ningún nuevo candidato puede cambiar al ganador de la elección sin convertirse él mismo en el ganador, lo que lo excluiría de la definición de spoiler. Para que esto se cumpla, en algunas elecciones, algunos votantes deben utilizar menos de todo su poder de voto, a pesar de tener preferencias significativas entre los candidatos viables.
El resultado de la votación por puntuación depende de la escala utilizada por el votante o asumida por el sistema.Si los votantes emplean escalas relativas, es decir, escalas que dependen de los candidatos en competencia, el resultado puede cambiar si se retiran candidatos que no iban a ganar.Los resultados empíricos obtenidos a partir de datos de panel sugieren que las valoraciones son, al menos en parte, relativas.Por lo tanto, los métodos de votación por puntuación, tal como se usan en la práctica, pueden mostrar un efecto spoiler causado por la interacción entre los votantes y el sistema, incluso si el sistema en sí cumple con la independencia de alternativas irrelevantes cuando se usa una escala absoluta.

### Representación proporcional
Los efectos spoiler también pueden presentarse en algunos métodos de representación proporcional, como el voto único transferible (STV o RCV-PR) y el método de restos mayores en la representación por listas de partido, donde se conoce como la paradoja del nuevo partido. La entrada de un nuevo partido en una elección provoca que algunos escaños pasen de un partido a otro sin relación, incluso si el nuevo partido no obtiene ningún escaño.Este tipo de efecto spoiler se evita mediante los métodos de promedios mayores y la aprobación proporcional.

## Campañas spoiler

### Estados Unidos
Una campaña spoiler en Estados Unidos suele ser aquella que, aunque no tiene posibilidades reales de ganar, aún puede influir en el resultado al restar apoyo a un candidato con más opciones de competir.Los dos principales partidos en Estados Unidos, el Partido Republicano y el Partido Demócrata, han ganado regularmente el 98 % de todos los escaños estatales y federales.Las elecciones presidenciales estadounidenses que se citan con mayor frecuencia como casos de spoiler por parte de candidatos de terceros partidos son las de 1844y 2000.La elección de 2016 es más discutida respecto a si hubo o no candidatos spoiler.Para las elecciones presidenciales de 2024, abogados y operadores republicanos han intentado impedir que terceros partidos de derecha, como el Partido de la Constitución, figuren en las papeletas de los estados clave,mientras trabajan para que Cornel West esté en las boletas de los estados disputados.Los demócratas, por su parte, han ayudado a algunos terceros partidos de derecha a obtener acceso a las papeletas, al tiempo que han impugnado la presencia en las boletas de terceros partidos de izquierda, como el Partido Verde.Según Associated Press, el esfuerzo del Partido Republicano por promover posibles candidatos spoiler en 2024 parece más amplio que el de los demócratas.Barry Burden sostiene que estos candidatos tienen casi nulas posibilidades de ganar las elecciones de 2024, pero a menudo están motivados por causas o temas específicos.
Los candidatos de terceros partidos siempre generan controversia porque prácticamente cualquiera podría actuar como spoiler.Esto es especialmente cierto en elecciones reñidas, donde aumenta la probabilidad de un efecto spoiler.El voto estratégico, especialmente frecuente en elecciones de alta importancia y fuerte polarización política, suele hacer que los terceros partidos obtengan resultados inferiores a los que indican las encuestas, ya que muchos votantes prefieren asegurarse de que su candidato menos favorito no llegue al poder.Las campañas de terceros partidos tienen más probabilidades de terminar favoreciendo al candidato que menos desean sus propios votantes.Los candidatos de terceros partidos prefieren centrarse en su programa político antes que en el impacto que puedan tener sobre los principales contendientes.

### Spoiler involuntarios destacados
Un spoiler involuntario es aquel que tiene una posibilidad realista de ganar, pero no lo logra y termina afectando el resultado de la elección. Algunos candidatos de terceros partidos expresan ambivalencia respecto a cuál de los partidos principales prefieren y sobre su posible papel como spoiler,o bien niegan esa posibilidad.

#### Elección a la alcaldía de Burlington de 2009
En la segunda elección con votación por orden de preferencia (IRV) de Burlington, Vermont, el spoiler Kurt Wright eliminó al demócrata Andy Montroll en la segunda ronda, lo que llevó a la elección de Bob Kiss, a pesar de que los resultados mostraban que la mayoría de los votantes prefería a Montroll sobre Kiss.Los resultados de todas las posibles elecciones uno a uno se resumen de la siguiente manera:
|  | Andy Montroll (D) | 6262 (Montroll) – 591 (Simpson) | 4570 (Montroll) – 2997 (Smith) | 4597 (Montroll) – 3664 (Wright) | 4064 (Montroll) – 3476 (Kiss) | 4/4 victorias       |
|  | Bob Kiss (P)      | 5514 (Kiss) – 844 (Simpson)     | 3944 (Kiss) – 3576 (Smith)     | 4313 (Kiss) – 4061 (Wright)     | 3/4 victorias                 | Ganador del RCV     |
|  | Kurt Wright (R)   | 5270 (Wright) – 1310 (Simpson)  | 3971 (Wright) – 3793 (Smith)   | 2/4 victorias                   | Spoiler de Montroll           | Spoiler de Montroll |
|  | Dan Smith (I)     | 5570 (Smith) – 721 (Simpson)    | 1/4 victorias                  |                                 |                               |                     |
|  | James Simpson (G) | 0/4 victorias                   |                                |                                 |                               |                     |

Esto conduce a un orden general de preferencia de:
1. Montroll — vence a todos los candidatos siguientes, incluido Kiss (4,064 contra 3,476)
2. Kiss — vence a todos los candidatos siguientes, incluido Wright (4,313 contra 4,061)
3. Wright — vence a todos los candidatos siguientes, incluido Smith (3,971 contra 3,793)
4. Smith — vence a Simpson (5,570 contra 721) y a los candidatos por escrito

Por lo tanto, Montroll fue preferido sobre Kiss por el 54 % de los votantes, sobre Wright por el 56 % y sobre Smith por el 60 %. Si Wright no hubiera participado, Montroll habría ganado en lugar de Kiss.
Debido a que se publicaron todas las papeletas completas, es posible reconstruir quién habría ganado bajo otros métodos de votación. Mientras que Wright habría ganado con el sistema de mayoría simple, Kiss ganó con el sistema de votación por orden de preferencia (IRV) y también habría ganado con una segunda vuelta o con una primaria abierta tradicional no partidaria. Montroll, al ser el candidato preferido por la mayoría, habría ganado si las papeletas se hubieran contado usando el método de pares ordenados (o cualquier otro método de Condorcet).

#### Elección especial de 2022 para el distrito congresional general de Alaska
En la primera elección con votación por orden de preferencia (IRV) de Alaska, Nick Begich fue eliminado en la primera ronda, lo que permitió avanzar a Mary Peltola y Sarah Palin. Sin embargo, la comparación por pares muestra que Begich era el ganador de Condorcet, mientras que Palin resultó ser tanto la perdedora de Condorcet como un spoiler.
|         | Begich | Peltola | Palin   |
| ------- | ------ | ------- | ------- |
| Begich  | -      | 88,126  | 101,438 |
| Peltola | 79,486 | -       | 91,375  |
| Palin   | 63,666 | 86,197  | -       |

| Ganador |     | Perdedor | Ganador | Perdedor  |
| ------- | --- | -------- | ------- | --------- |
| Begich  | vs. | Peltola  | 52.6%   | vs. 47.4% |
| Begich  | vs. | Palin    | 61.4%   | vs. 38.6% |
| Peltola | vs. | Palin    | 51.5%   | vs. 48.5% |

Tras la elección, una encuesta reveló que el 54 % de los habitantes de Alaska, incluido un tercio de los votantes de Peltola, apoyaban la derogación del sistema RCV.Observadores señalaron que este tipo de problemas también se habría producido bajo el sistema de primarias anterior de Alaska, lo que llevó a varios a proponer que el estado adopte alguna de las alternativas existentes que evitan este tipo de situaciones.